# 羽島市立堀津小学校
羽島市立堀津小学校 （はしましりつ ほっつしょうがっこう）は、岐阜県羽島市にある公立小学校。

## 通学区域
- 通学区域は堀津町、堀津町須賀中、堀津町須賀西、堀津町須賀南1-3丁目、堀津町須賀北1-3丁目、堀津町中屋敷、堀津町東山、堀津町前谷、堀津町横手1-3丁目であり、堀津町のほぼ全域である。公立中学校の進学先は羽島市立中島中学校である[1]。

## 沿革
美濃国中島郡堀津村には1860年（万延元年）に寺小屋が開設されていた。
- 1873年（明治6年） - 堀津村に化育義校が開校。
- 1881年（明治14年） - 現在地に移転。
- 1886年（明治19年） - 堀津小学校に改称する。
- 1890年（明治23年） - 堀津尋常小学校に改称する。
- 1911年（明治44年） - 堀津尋常高等小学校に改称する。
- 1922年（大正11年） - 農業補習学校を併設。
- 1926年（大正15年） - 青年訓練所を併設。
- 1941年（昭和16年） - 堀津国民学校に改称する。
- 1947年（昭和22年） - 堀津村立堀津小学校に改称する。
- 1954年（昭和29年）4月1日 - 正木村、足近村、小熊村、竹ヶ鼻町、上中島村、下中島村、江吉良村、堀津村、福寿村、桑原村が合併し羽島市が発足。同時に羽島市立堀津小学校に改称する。
- 1976年（昭和51年） - 体育館が完成。
- 1979年（昭和54年） - 新校舎（鉄筋コンクリート造3階建）が完成。
- 2016年（平成28年） - 新プールが完成[2]。